# Canal (metropolitana di Madrid)
Canal è una stazione delle linee 2 e 7 della metropolitana di Madrid.
Si trova sotto all'intersezione tra le vie Cea Bermúdez, José Abascal e Bravo Murillo.

## Storia
La stazione fu inaugurata il 16 ottobre 1998 e fino al 12 febbraio 1999 fu capolinea della linea 7, quando venne prolungata fino alla stazione di Valdezarza.
La stazione della linea 2 venne costruita tra le due già esistenti e funzionanti di Quevedo e Cuatro Caminos.

## Accessi
Vestibolo Canal
- Bravo Murillo, pares: Calle de Bravo Murillo 40
- Bravo Murillo, impares: Calle de Bravo Murillo 47
- Ascensor: Calle de Bravo Murillo